# Cal Bas (Subirats)
Cal Bas és una masia del municipi de Subirats (Alt Penedès) protegida com a bé cultural d'interès local.

## Descripció
És una masia que centra la caseria del mateix nom, a ponent del terme de Lavern. Té planta baixa i dos pisos i està coberta a quatre aigües. La façana és de composició simètrica amb balcons al primer pis i finestres d'arc al segon. Hi ha un pati, situat al davant de la casa i altres edificacions agrícoles annexes. Els interiors són de gran interès, amb plafons de pintures al sostre de la sala principal d'estil romàntic.

## Història
La casa ja existia el 1545 però va ser totalment refeta l'any 1913. La masoveria pertanyia a la família Carbó. El 1663, la pubilla Magdalena Carbó, es casa amb Pere Bas, el qual dona nom a l'indret. El 1771 la pubilla Bas es casa amb Salvador Galimany. El 1794 la pubilla Maria Rosa Galimany, es casa amb Salvador Olivella, cognom que ha arribat als nostres dies. Durant la guerra del francès fou objecte de depredacions, principalment per les tropes del general Suchet quan es replegaven cap a la frontera.